# Verbrechen nach Schulschluß (1959)
Verbrechen nach Schulschluß ist ein deutscher Spielfilm des Regisseurs Alfred Vohrer. Der von der West-Berliner Ultra-Film produzierte Schwarzweißfilm zwischen Filmdrama und Kriminalfilm wurde in der ersten Jahreshälfte 1959 in Hamburg und auf Sylt gedreht. Die Uraufführung fand am 24. Juni 1959 im Marmorhaus in West-Berlin statt.
Der Film steht inhaltlich in keinem Zusammenhang mit dem gleichnamigen Film von 1975, der ebenfalls von Alfred Vohrer inszeniert wurde.

## Inhalt
Als der Primaner Fabian König einen angeketteten Hofhund zu befreien versucht, gerät er in Konflikt mit der Polizei. Als er daraufhin von der Schule verwiesen wird, verrät ihn ausgerechnet der Lehrer, der ihn vorher zu der Tat ermuntert hat. Auch bei seinem Vater, einem autoritären Oberst a. D., stößt der Jugendliche auf völliges Unverständnis. So gerät Fabian fast zwangsläufig auf die schiefe Bahn, gründet eine gewaltbereite Jugendbande und beginnt zu stehlen.
Wenig später lernt er das Waisenmädchen Ulla Anders kennen, das sich in ihn verliebt. Als Ulla von Fabians kriminellen Taten erfährt, will sie nichts mehr von ihm wissen. Aber schon kurze Zeit später wird sie von dem Zuhälter Horst Bregulla bedroht und Fabian rettet sie im letzten Moment vor einer Vergewaltigung. Als Bregulla bald darauf tot aufgefunden wird, fällt der Verdacht sofort auf Fabian. Er wird aufgrund der Aussage der zweifelhaften Zeugin Erna Kallies, der Bekannten Bregullas, verhaftet und schließlich wegen Totschlags zu fünf Jahren Gefängnis verurteilt.
In der Haftanstalt findet Fabian das Vertrauen des verständnisvollen Gefängnisarztes Dr. Knittel. Er ist von Fabians Unschuld überzeugt und stellt eigene Ermittlungen an. Er macht die auf Sylt untergetauchte Ulla ausfindig, die die Unschuld von Fabian beweisen kann. Erna Kallies, die vor Gericht gegen Fabian ausgesagt hatte, um von ihrer eigenen Schuld abzulenken, gesteht, von Knittel überführt, die Tat. Fabians Verfahren wird neu aufgerollt, ihn erwartet nun eine geringere Haftstrafe. Er wird jetzt nur noch für die Diebstähle belangt. Ulla verspricht, auf ihn zu warten.

## Entstehungsgeschichte

### Vorgeschichte
Alfred Vohrer hatte schon 1958 zwei erfolgreiche Halbstarken-Filme inszeniert. Darunter befand sich auch sein Regie-Debüt Schmutziger Engel, das von dem West-Berliner Synchronunternehmen Ultra-Film produziert wurde, für das Vohrer in den 1950er Jahren vielfach als Synchronregisseur tätig war. Vohrer hatte sich bei seinen ersten eigenen Filmen als talentierter Regisseur erwiesen und seine Arbeiten waren gute Geschäftserfolge. So wollte der Chef der Ultra-Film, Josef Wolf, auch 1959 einen Jugendproblemfilm unter Vohrers Regie herstellen.

### Vorproduktion und Drehbuch
Als Vorlage für den Film wählte man den erstmals 1956 in der Illustrierten Revue veröffentlichten „Tatsachenroman“ Verbrechen nach Schulschluß von Walter Ebert. Der Autor hatte bereits die Vorlagen für den deutschen Krimiklassiker Dr. Crippen an Bord (1942) sowie für den britischen Thriller Gefährlicher Urlaub (The Man Between) (1953) geliefert. Der 1958 in Buchform erschienene Roman Verbrechen nach Schulschluß hatte einen deutlich härteren Inhalt als Vohrers bisherige Filme. Wie schon bei Schmutziger Engel verpflichtete man Harald G. Petersson als Drehbuchautor. Als juristischer Berater fungierte Paul Ronge.
Die Besetzungsliste bestand wiederum aus jugendlichem Nachwuchs und namhaften Film- und Bühnenschauspielern. Christian Wolff hatte seine Karriere erst zwei Jahre zuvor begonnen und, wie seine Partnerin Heidi Brühl, schon in dem Halbstarken-Drama Die Frühreifen mitgewirkt. Ansonsten griff Alfred Vohrer auf zahlreiche Darsteller zurück, mit denen er bereits zusammengearbeitet hatte, darunter Hans Nielsen, Corny Collins, Erica Beer, Claus Wilcke und allen voran Peter van Eyck, der den verständnisvollen Gefängnisarzt spielte. Als dessen autoritären Gegenpart verpflichtete man Richard Münch.

### Produktion
Die Dreharbeiten fanden vom 23. März bis Ende Mai 1959 in Hamburg und auf Sylt statt. Die Innenaufnahmen drehte man in den Studios der Real-Film in Hamburg-Tonndorf. Für das Szenenbild waren Mathias Matthies und Ellen Schmidt verantwortlich. Tonmeister war Werner Schlagge.

### Filmmusik
Die Filmmusik stammt aus der Feder von Ernst Simon. Die Glasharfe spielte Bruno Hoffmann.

## Rezeption

### Veröffentlichung
Die FSK gab den Film am 19. Juni 1959 ab 18 Jahren frei. Die Uraufführung erfolgte am 24. Juni im Marmorhaus in West-Berlin. Mit seinem dritten Film konnte Alfred Vohrer erstmals sein außerordentliches Talent für die Verfilmung von Stoffen mit kriminalistischen Motiven unter Beweis stellen. Wie unter anderem bei seinen späteren Edgar-Wallace-Filmen sparte er dabei nicht mit schnellen Kameraschwenks und effektvollen Zooms.
Trotz einiger schlechter Kritiken war der Film ein überdurchschnittlicher Erfolg. Bei den damals durchgeführten Umfragen des Fachblattes Filmecho/Filmwoche, bei denen die Kinobesucher aktuelle Filme auf einer Skala von 1 (ausgezeichnet) bis 7 (sehr schlecht) bewerteten, schnitt der Film mit der Note 2,6 ab. Zum Vergleich: Die im gleichen Jahr veröffentlichten Filme Ein Mann geht durch die Wand (2,8), Rosen für den Staatsanwalt (2,6) und Drillinge an Bord (3,0).
Der Film Verbrechen nach Schulschluß wurde auch international vermarktet. So lief er zum Beispiel in den Vereinigten Staaten unter dem Verleihtitel The Young Go Wild. Der Hauptdarsteller Christian Wolff erhielt für seine Rolle einen Kritikerpreis auf dem Festival Internacional de Cine de Donostia-San Sebastián.
Der Film wurde bisher nicht im deutschen Fernsehen ausgestrahlt. Im Juni 2013 erschien der Film auf DVD.

### Kritiken
„Dieser Nachzügler der Halbstarken-Serie, der nach einem Illustrierten-„Tatsachenroman“ verfertigt wurde, vereinigt eine so ungewöhnlich hohe Zahl kinematographischer Untugenden, daß seine Uraufführung sich wie ein Versehen nach Drehschluß ausnimmt. Regisseur Alfred Vohrer vermochte das Unvermögen der darstellenden Kinderriege (Christian Wolff, Heidi Brühl, Corny Collins) nicht zu kaschieren. Ihm gelang lediglich der Nachweis, daß er als Eindeutscher amerikanischer Reißer den Hollywood-Routiniers nahezu alle gängigen Spannungstricks abgeguckt hat; doch wußte er sie weder effektvoll noch dramaturgisch glaubhaft in seinen Film über die kriminellen Flegeljahre bundesdeutscher Schüler einzubauen.“

„Ansonsten muß man feststellen, daß in diesem Film sowohl das Böse als auch das Gute recht einseitig auf der Leinwand erscheinen. So was geht (trotz der Tatsachen) auf Kosten der Glaubhaftigkeit.“

„Konfektionsstück aus der in den 50er Jahren im deutschen Kino modischen Welle der „Halbstarken“-Filme, der die dafür üblichen Zutaten möglichst kraß und angereichert mit gebremstem „Sex“ serviert.“